# Тизанидин
Тизанидин — лекарственное средство, миорелаксант центрального действия. По биохимическому действию, является агонистом a2-адренорецепторов, преимущественно в спинальных восходящих нейронных сетях. Подавляет полисинаптические спинномозговые рефлексы и оказывает антиспастическое действие при повышенном мышечном тонусе, снимает спазмы и клонические судороги.
По фармакологическим свойствам тизанидин сходен с мидокалмом и баклофеном, но отличается от них по механизму действия. Так, баклофен повышает активность тормозной ГАМКергической медиаторной системы, а влияние тизанидина связано с уменьшением высвобождения из интернейронов возбуждающих медиаторных аминокислот (см. Глутаминовая кислота) .
Тизанидин входит в перечень ЖНВЛП.

## Фармакокинетика
Тизанидин быстро и почти полностью всасывается при приёме внутрь. Максимальная концентрация в плазме крови наблюдается через 1—2 ч. В неизменённой форме препарат и метаболиты выделяются главным образом с мочой.

## Применение
Применяют тизанидин при болезненных мышечных спазмах, связанных со статическими и функциональными поражениями позвоночника (шейный и поясничный синдромы), и после хирургических операций (по поводу грыжи межпозвоночного диска или остеоартрита бедра), а также при спастичности, обусловленной рассеянным склерозом, хронической миелопатией, дегенеративными заболеваниями спинного мозга, инсультом и при судорогах центрального происхождения. Также для ослабления абстинентного синдрома при опийной наркомании и алкоголизме (менее эффективен чем клофелин) . 
Принимают тизанидин внутрь в виде таблеток. Для снятия болевого мышечного спазма назначают взрослым по 2—4 мг (0,002—0,004 г) 3 раза в день (независимо от времени приёма пищи). Если эффект недостаточен, принимают дополнительно 2—4 мг на ночь. При спастичности, обусловленной неврологическими нарушениями, назначают в индивидуально подобранных дозах, начиная с суточной дозы 6 мг (в 3 приёма); постепенно повышают суточную дозу (с перерывами 4—7 дней) на 2—4 мг. Оптимальная суточная доза составляет обычно 12—14 мг (в 3—4 приёма). Суточная доза не должна превышать 36 мг.

## Побочные эффекты и лекарственное взаимодействие
Тизанидин обычно хорошо переносится, но могут наблюдаться сонливость, чувство усталости, головокружение, сухость во рту, тошнота, небольшое снижение артериального давления. При более высоких дозах возможны мышечная слабость, бессонница, гипотензия, брадикардия; в отдельных случаях:
- изменение мыслительного процесса
- галлюцинации с открытыми глазами
- галлюцинации с закрытыми глазами
- изменение речи
- гипертермия
- иррациональность мыслительного процесса
- расстройства сознания.
При нарушениях функций печени и почек дозу уменьшают.
В связи с возможными сонливостью и мышечной слабостью следует соблюдать осторожность при назначении препарата лицам, работа которых требует быстрой психической и физической реакции (операторы, водители автотранспорта и др.).
Следует учитывать, что одновременное применение тизанидина и антигипертензивных препаратов, включая диуретики, может вызывать усиленную гипотензию и брадикардию.
Алкоголь и седативные средства могут усиливать седативное действие тизанидина.

## Противопоказания
Препарат не следует принимать при беременности и кормлении грудью. Нет достаточного опыта применения у детей. 